# Danica McKellar
Danica McKellar, född 3 januari 1975 i La Jolla i Kalifornien, är en amerikansk skådespelare och författare. Hon är mest känd i rollen som Winnie Cooper i TV-serien En härlig tid 1988–1993. Hon har även medverkat som gästskådespelare i TV-serien How I Met Your Mother, i första säsongens tionde avsnitt The Pineapple Incident, där hon spelar Trudy.

## Utbildning
McKellar utbildade sig till matematiker vid universitetet UCLA i Los Angeles och utexaminerades med höga betyg (summa cum laude). Hon medverkade bland annat i framtagandet och beskrivningen av satsen Chayes-McKellar-Winns sats.

## Filmografi (i urval)
- 1990 – Camp Cucamonga  (TV-film)
- 1992 – Sidekicks
- 1988–1993 – En härlig tid (TV-serie)
- 1994 – Moment of Truth: Cradle of Conspiracy (TV-film)
- 2002 – The Year That Trembled
- 2006–2007 – Inspector  Mom (TV-serie)
- 2012 – Love at the Christmas Table (TV-film)
- 2014 – Where Hope Grows
- 2015 – Crown for Christmas (TV-film)
- 2016 – Wedding Bells (TV-film)
- 2018 – Christmas at Grand Valley (TV-film)
- 2019 – Love and Sunshine (TV-film)
- 2019–2021 – Matchmaker Mysteries (TV-serie)
- 2012–2022 – Young Justice (TV-serie)
- 2023 – Swing Into Romance (TV-film)